# Beizama
Beizama és un municipi de Guipúscoa, al País Basc. Beizama és conegut a nivell local principalment per dos fets: ser el centre geogràfic de Guipúscoa (en el seu barri de Nuarbe) i haver estat escenari d'un dels crims més famosos de la crònica negra del País Basc; el Crim de Beizama ocorregut en la dècada de 1920 i encara recordat avui dia.

## Localització geogràfica
Beizama es troba en el centre geogràfic de Guipúscoa. Pertany a la comarca d'Urola-Costa. Se situa a 39 km de la cabdal província, Sant Sebastià. Azpeitia a 11 km exerceix de centre d'atracció comarcal, encara que Tolosa també es troba a 15 km. L'accés a Beizama es fa a través de carreteres locals. Limita al Sud amb Beasain, a l'Est amb Albiztur i Bidegoian, al Nord amb Errezil i a l'Oest amb Azpeitia. El poble de Beizama es troba en les faldilles de l'Illaun en el massís de Murumendi. El seu entorn està format per boscos i prades. En estar situat a 485 metres d'altitud és el segon poble més alt de Guipúscoa per darrere de Bidegoian.

## Població i societat
Beizama conta actualment amb 166 habitants (2004). És un dels municipis més despoblats de la comarca. El seu caràcter rural i el seu aïllament han propiciat una important pèrdua de població al llarg del segle xx, ja que en 1900 tenia 634 habitants, gairebé 4 vegades la seva població actual. No obstant això cap dir que la sagnia de població, que va anar especialment important en les dècades de 1960 i 1970 s'ha detingut en els últims anys. La població està estabilitzada entorn dels 170 habitants des de fa uns 25 anys. La piràmide de població mostra una població bastant envellida i amb predomini dels barons, tal com és habitual en el mitjà rural basc. La gairebé totalitat de la població és bilingüe, estant molt estès l'ús del basc.
L'actual alcaldessa és María Ángeles Olazábal Beristain de la coalició nacionalista basca PNB-EA. En les últimes eleccions autonòmiques celebrades a l'abril de 2005 va resultar guanyadora en aquesta localitat aquesta coalició amb el 55,1% dels vots, seguit del EHAK amb el 41,1%.

## Barris
El nucli del poble de Beizama és un petit grup de cases agrupat entorn de l'església, l'ajuntament i el frontó. Aquí viu solament una petita part de la població del municipi, entorn de 25 persones. La resta de la població del municipi es distribuïx entre diversos barris: Aginamendi, Amenábar, Baztarkalaldea, Ilarraldea i Urdanpileta. Aquests barris no són més que agrupacions de caserius bastant dispersos. Esment a part mereix el barri de Nuarbe, situat en la part més baixa del terme municipal. Nuarbe és un petit poble de 60 habitants dividit entre els municipis de Beizama i Azpeitia. El riu Ibai-Eder que travessa el poble per la meitat és la frontera entre els termes municipals de Beizama i Azpeitia. Uns 16 habitants de Nuarbe pertanyen a Beizama. Nuarbe és famós per ser el centre geogràfic de Guipúscoa i pel seu club de soka-tira (llençar de la corda) que ha estat diverses vegades campió del món.

## Economia
El municipi compta amb un taller de vernissat de fusta com única indústria. L'agricultura i ramaderia són les principals activitats econòmiques que es realitzen en el municipi; encara que solament ocupin aproximadament a una tercera part de la població activa. Això es deu al fet que bastants veïns de Beizama es traslladen a municipis propers a treballar. La població se sol desplaçar a Azpeitia per a satisfer la major part de les necessitats comercials, d'educació, etc. Actualment el municipi tracta de diversificar la seva economia amb el turisme rural, ja que l'entorn de Beizama té nombrosos atractius per als amants de la naturalesa. Existeix un centre de descobriment del mitjà natural en el poble, així com un alberg municipal amb capacitat per a una mica més de 50 persones, que sol ser freqüentat per grups d'escolars; i altre alberg dels germans de La Salle, utilitzat en colònies i convivències. Es fan visites guiades per la zona. En el terme municipal de Beizama es troba l'embassament d'Ibai-Eder, que dona servei a la comarca.

## Història
Alguns historiadors del segle xvi com Juan de Mariana o Esteban de Garibay creien que Beizama era la Segisama que se citava en les cròniques de les Guerres Càntabres. Aquesta tesi va ser rebatuda per altres historiadors posteriors i actualment no és ni tan sols tinguda en consideració. Aquesta creença va arrelar no obstant això, a causa del fet que existeixen llegendes que fan referència a lluites entre nadius i romans en zones properes a Beizama (Zelatum, Balda i Mendikute).
El primer esment històrica es remunta a 1027 quan és esmentat en el document de demarcació del bisbat de Pamplona, estès pel rei Sanç III de Navara, com un dels valls que componen la diòcesi. Durant l'edat mitjana va pertànyer a l'Ajuntament Major de Sayaz que agrupava a les poblacions de Beizama, Régil, Aia, Bidania i Goyaz. Aquest ajuntament major estava governat per un alcalde nomenat pel rei que generalment habitava en la Cort. No fou fins a 1563 que el rei Felip II va permetre a cadascuna de les poblacions que formaven Sayaz nomenar el seu propi alcalde. Les cinc poblacions es van mantenir mancomunades formant la Unión de Sayaz que va perdurar fins al segle xix i que manava representació conjunta a les Juntes Generals de Guipúscoa.
Històricament Beizama té el títol de Noble i Lleial Universitat. El seu escut mostrava un arbre frondós, amb una estrella a cada costat i una corona real damunt. L'emblema actual del municipi ja no mostra la corona. En el segle xix amb la reforma municipal es va convertir en municipi. En el segle xviii l'ajuntament va realitzar una operació de repoblació forestal a gran escala plantant prop de 100.000 fajos.

### Crim de Beizama
Va ocórrer el 14 de novembre de 1926, quan dues dones (mare i filla) van aparèixer assassinades en el remot caseriu Korosagasti de Beizama. El doble assassinat va causar un profund impacte en la societat guipuscoana de l'època que no estava acostumada que fets d'aquest tipus ocorreguessin (menys encara en el mitjà rural). L'escriptor Pío Baroja esmenta el fet en la seva novel·la El cabo de las tormentas. Des de llavors el nom de la població segueix associant-se al succés, que mai va ser aclarit del tot.

## Patrimoni
L'edifici més antic de Beizama és l'església parroquial de San Pedro, que data del segle xvi. És una església d'una sola nau, coberta amb voltes de crucería i una portada barroca. Flama especialment l'atenció el seu atri. Altres edificis emblemàtics del municipi són la casa consistorial, del segle xvii i l'ermita de la Solitud, del segle xviii.

## Festes i tradicions
El patró de Beizama és Sant Pere i les seves festes se celebren el 29 de juny. El dissabte més proper a la festivitat se celebra un sopar popular a la qual són convidats tots els veïns i que paga l'ajuntament. Tradicionalment és l'ocasió que els emigrants que van sortir del poble aprofiten per a fer una visita. En la revetlla de Nadal és tradició que els nens del poble vagin de caseriu en caseriu cantant nadales. El dia de Santa Àgueda (5 de febrer) es recorren també els caserius cantant les cançons tradicionals d'aquesta festivitat. En Setmana Santa es va de processó des de l'església del poble fins a l'Ermita de la Soledad. El 10 d'agost se sol celebrar una missa en l'Ermita de San Lorenzo perquè el sant intercedeixi contra la sequera. Posteriorment es realitza un esmorzar popular en un caseriu proper. És tradicional que els joves de Beizama participin en les Romiatges del Ernio en el mes de setembre. L'equip de soka-tira de Nuarbe té fama de ser el millor País Basc i ha estat diverses vegades campió del món en diverses modalitats.

## Personatges il·lustres
El poble s'ha caracteritzat per donar diversos religiosos de renom i esportistes d'esport rural basc, principalment aizkolaris. Entre ells destaca la següent figura: 
- Alejandro Labaka (1920-1987): Sacerdot de l'Orde dels Caputxins. Va ser missioner en l'Orient de l'Equador, vicari apostòlic d'Aguaricó i bisbe. Es va destacar com defensor dels drets de les minories indígenes de l'Equador enfront de les companyies petrolieres. Paradoxalment va morir, juntament amb la missionera Inés Arango, assassinat per la tribu ameríndia hostil dels huaorani. Molts el consideren un màrtir i es troba actualment en procés de beatificació.